# 贾伊塔兰
贾伊塔兰（Jaitaran），是印度拉贾斯坦邦Pali县的一个城镇。总人口19325（2001年）。

## 人口
该地2001年总人口19325人，其中男性10081人，女性9244人；0—6岁人口3350人，其中男1713人，女1637人；识字率57.36%，其中男性为70.88%，女性为42.61%。